# Broederij
Een broederij is een bedrijf waar door middel van broedmachines eieren worden uitgebroed, met name eieren van de kip. Broederijen leveren als product meestal jonge leghennen of eendagskuikens. Meestal worden op een broederij de jonge kuikens ingeënt tegen ziektes. Hygiëne is zeer belangrijk in een broederij, omdat jonge kuikens erg kwetsbaar zijn.
Veel broederijen zijn gespecialiseerd in het leveren van bepaalde kruisingen.